# Navaugle
Navaugle est un village faisant partie de la ville belge de Rochefort situé en Région wallonne dans la province de Namur.
Il fait partie de l'ancienne commune de Buissonville qui est depuis 1977 une section de la commune de Rochefort.

## Situation
Ce petit village de Famenne se situe sur la rive droite et le versant nord-ouest du Vachaux, un ruisseau affluent de la Lesse entre les villages de Buissonville situé en amont et Frandeux situé en aval. La ville de Rochefort se trouve à environ 7,5 km au sud.

## Description et patrimoine
Parmi les habitations de la localité, se trouvent plusieurs fermes en brique du XIXe siècle, une petite chapelle ainsi qu'un château bâti au début du XIXe siècle et reconstruit en 1948. Ce château en brique et pierre bleue est implanté dans un domaine arboré comprenant des étangs. Une vieille croix de pierre de style gothique datant peut-être du XVIe siècle se dresse au centre du village.

## Activités
Navaugle compte une autrucherie située rue du Doneu.